# Луганський машинобудівний завод
Луганський машинобудівний завод ім. О.Я.Пархоменка — товариство з обмеженою відповідальністю, що спеціалізується на виготовленні гумових виробів, композитних прес-матеріалів, електроапаратури, а також зубчастих коліс для рухомого складу залізниць. Підприємство здійснює впровадження сучасних виробів, розробку і освоєння.

## Машинобудування в Україні
Великою комплексною галуззю обробної промисловості України є машинобудування. В ній зайнята понад третина промислового персоналу. Основою технічного і технологічного прогресу також виступає машинобудування. Широкопрофільне машинобудування, підприємства якого формують складний взаємопов'язаний машинобудівний комплекс розвинене в Україні. Входять усі основні галузі машинобудування. Приладобудування, тракторне і сільськогосподарське машинобудування, посідають провідне місце. Транспортне машинобудування, промисловість металевих конструкцій, верстатобудівна та інструментальна галузі тільки розвиваються.

## Спеціалізація заводу
Луганський машинобудівний завод один із найбільших в Україні. Завод облаштований сучасним обладнанням, це й забезпечує випуск високоякісної продукції. Досить важливим чинником для виробництва вантажних вагонів, цистерн, локомотивів, тракторів є сировинний чинник. Умови для розвитку машинобудування ще з часів Радянського Союзу сприяли для розвитку машинобудування в Україні. Для збуту продукції Україна має власний великий ринок. Луганський машинобудівний завод спеціалізується на виготовленні:
- Гірничо-видобувного устаткування;
- Центрифуги;
- Елеватори;
- Тепловози;
- Металомістке збагачувальне устаткування;
- Виробництво окремих видів машин для вугільної промисловості;
- Відсадочні машини;
- Сепаратори електромагнітні та магнітні;
- Конвеєри;
- Залізовідділювачі;
- Редуктори.

Завод має індивідуальний і малосерійний напрямок виробництва з номенклатурою, яка постійно поповнюється і виготовляє близько 70 найменувань обладнання. Найсерйознішою продукцією заводу стала розробка автомата для різання пружинного дроту. В прайсі продукції числяться втулки, муфти, шестерні і ніпелі.

## Споживачі продукції
Багато галузей промисловості потребують продукції Луганського машинобудівного заводу: вугільна, чорна і кольорова металургія, коксохімічна, енергетична, будівельна, целюлозно-паперова і сільське. Продукція експортується в країни СНД, Болгарію, Кубу, Монголію, В'єтнам, Єгипет, Іран, Алжир, Китай, Ємен, Єфіопію, Туреччину та багато ін.

## Вивезення обладнання в Росію
27.08.2014 керівництво Луганського машинобудівного заводу вирішило перенести своє виробництво до Російської Федерації з тимчасово окупованих територій України. Спочатку планувалося перевести виробництво у Чувашію, але згодом змінено на Ростовську область. Обладнання Луганського заводу було вивезене вантажівками т.зв. «гуманітарного конвою» РФ. Станом на 2014 підприємство проходить процес перереєстрації. Власники мають намір зберегти історичну назву «Луганський машинобудівний завод».